# Грабошице
Грабошице (пол. Graboszyce) — село в Польщі, у гміні Затор Освенцимського повіту Малопольського воєводства.
Населення — 759 осіб (2011).

## Історія
У 1975-1998 роках село належало до Бельського воєводства, підпорядковувалося районній адміністрації в Освенцимі.

## Демографія
Демографічна структура станом на 31 березня 2011 року:
|          | Загалом | Допрацездатний вік | Працездатний вік | Постпрацездатний вік |
| -------- | ------- | ------------------ | ---------------- | -------------------- |
| Чоловіки | 383     | 75                 | 274              | 34                   |
| Жінки    | 376     | 74                 | 215              | 87                   |
| Разом    | 759     | 149                | 489              | 121                  |